# アフリカツメガエル
アフリカツメガエル（阿弗利加爪蛙、学名：Xenopus laevis）は、ピパ科ツメガエル属に分類されるカエル。単にツメガエルとも呼ばれる。
ゼノパス属Xenopus のカエルの総称として用いられることもある。属名Xenopus は「風変わりな足」を意味する。
実験動物として著名である。実験には、ネッタイツメガエル X. tropicalis や、X. borealis, X. muelleri などの近縁種が用いられる場合もある。

## 形態

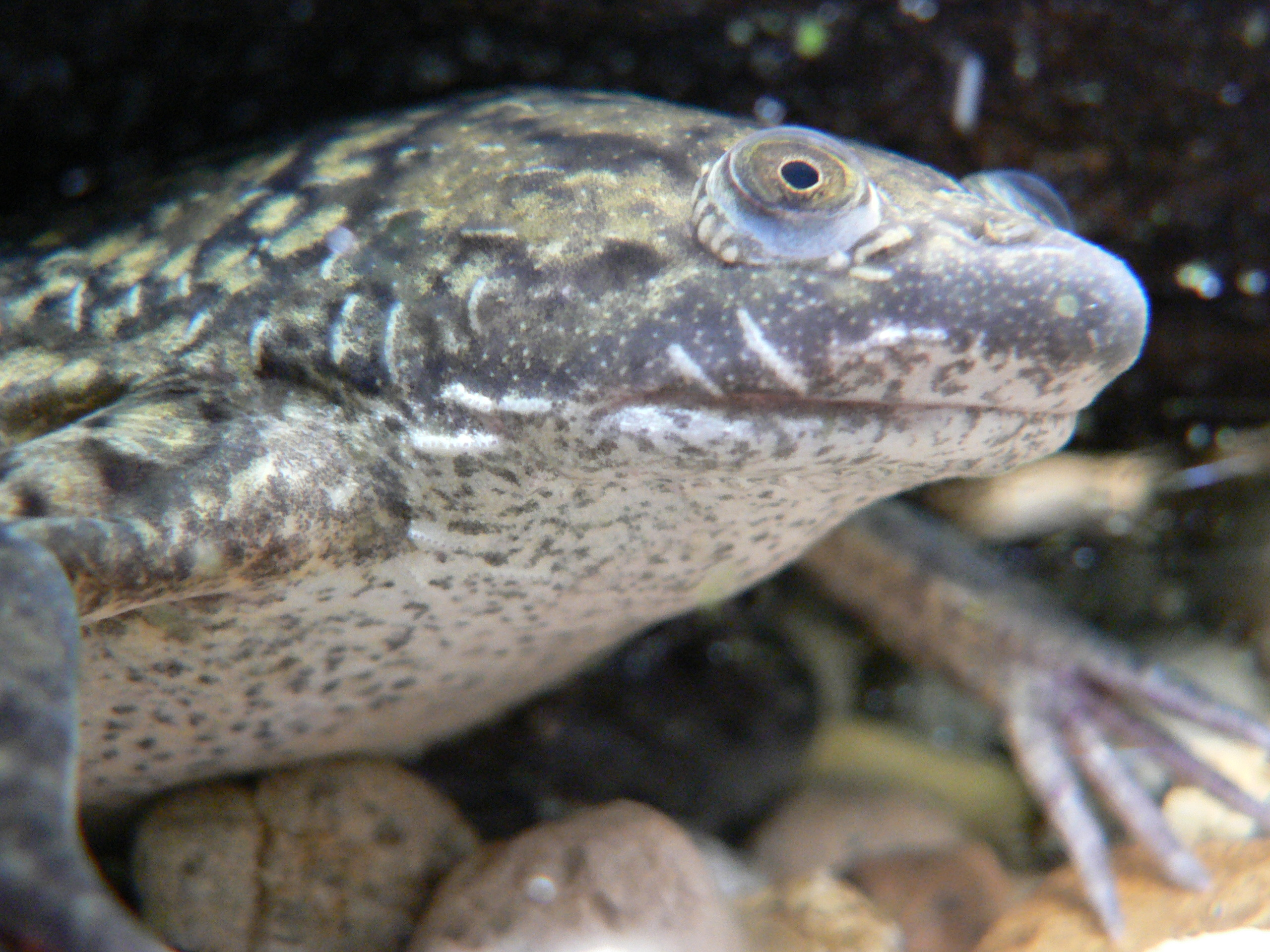
頭部

体長5 - 13センチメートル。オタマジャクシは真の鰓を持たず、のどの餌を濾す時に使用する鰓耙（gill raker）でガス交換を行う他、かなり初期から肺が発達するが、成体になってもほぼ完全な水中生活であり、息継ぎに水面に出る以外は水中から出ない。ほとんど歩行できないため、陸地に上がることは生涯無い。頭が小さく、やや扁平な体格で、四肢は体の側面から真横に出る。これは遊泳に向いた位置で、特に後肢の水かきが大きく発達している。5本ある後肢の指のうち内側の3本（人間なら親指から中指）に、爪状の角質層が発達している。発生学上これは爬虫類、鳥類、哺乳類の爪と相同な器官ではないが、ツメガエルの名の由来となっている。

## ゲノム
2016年10月20日、Nature vol 538 に全ゲノム解析論文が発表された。2種類の祖先種が異種交配して「全ゲノム重複」が起こったこと、それぞれの祖先種の染色体がまだ混在していない状態のため、ふたつのサブゲノムに分けることができること、などが示された。

## 系統

### 野生種
南アフリカ原産。

### J系統
アフリカからスイスのバーゼル、更にアメリカを経て日本に入り、最初は群馬大学、後に北海道大学で継代飼育されてきたアフリカツメガエルから、北海道大学の片桐千明（かたぎり ちあき）と栃内新（とちない しん）によって樹立された純系系統。もとは群馬由来なのでG系統とも呼ばれていたが、現在では Japan の J をとってJ系統と呼ばれている。アフリカツメガエルでは唯一の純系で2016年10月20日発表論文の全ゲノム解析に使われた。

### アルビノ種
野生種から自然発生した色素欠損（アルビノ）個体を継代飼育して作成した系統。J.B.ガードンのクローンガエル作成に用いられた。

## 生態
食性は雑食性で、水中の無脊椎動物や小型の魚類、あるいはそれらの死骸、水草などを食べる。舌が無いため餌は口を開けて吸い込み、両手で掻き込み押し込むように摂食する。口内に舌が無いため、摂食には手が多用される。
他の多くのカエルの幼生＝オタマジャクシのようなキチン質の歯を持たない。低層を這い回らず中層を遊泳するのに適応した体型は魚類の稚魚に近いものである。口元に一対の長い髭を持ち、ややナマズに似る。鰓穴が両側に一対あるのも他のオタマジャクシと異なる。
植物食であるが、多くのカエルの幼生のように水底に生えた藻類などをキチン質の歯で削り取って食べるのではなく、水中に漂う植物プランクトンを吸い込み、濾過して食べる。そのため水底ではなく水の中層に頭を少し斜め下にして静止している。
卵の直径は1-2mm。

## 人間との関係
日本では1954年に初めて江の島水族館に輸入された。1960年代以降は後述するように日本国内でも広く実験動物として用いられるようになった。飼育には23℃程度の淡水を用いる。受精卵は4日程度で孵化し幼生になる。幼生は飼育下ではグリーンピースやほうれん草を裏ごしした人間用離乳食や金魚の餌などを水で薄めて与える。他のピパ科のカエル同様、成体は舌をもたず、食物は口腔内に陰圧を生じて水とともに吸い込みつつ、前足で口の中へ掻き込む。自然界では小魚や水生昆虫、エビなどを捕食するが、飼育下では牛や豚のレバーやイトミミズ・固形人工飼料を与えるとよく食べる。
研究用として流通している個体から高確率（約98%）でカエルツボカビが検出されているため、飼育水は消毒処理を経た上で排水する必要がある。アフリカツメガエル自体はカエルツボカビに感染しても発症はしない（→カエルツボカビ症）。
カエルの卵は他の脊椎動物卵と比べてサイズが大きく顕微操作等が容易であることや、発生の進行が早く同調性が良いことなど、実験発生学や変態動物の材料として優れており、よく用いられてきた。しかし、産卵時期が年1回に決まっていたり、成体の飼育が難しいという難点もあった。その点、アフリカツメガエルはホルモン注射によって、真夏を除いて年中採卵することができ、成体も水中で生活し、何より他の多くのカエルと異なり生き餌を必要としないため、飼育が大変容易である。一般のカエルは半陸生であるため、飼育装置内に環境の多様性を設ける必要があり、環境の維持管理が難しい。生きた餌を視覚によって捕食するため、動く生き餌を用意する必要がある。その点、アフリカツメガエルは水質さえ維持できれば高密度で飼育できる。餌も嗅覚で様々な動物質の飼料を生死に拘らず摂食するため、人工飼料などが利用出来る。
体軸形成、四肢形成、変態、初期発生、減数分裂（卵成熟）など、発生生物学における様々な課題の研究に用いられている。未受精卵から調製される卵抽出液は、細胞周期の進行、ゲノムDNAの複製と分配の分子メカニズム理解に大きく貢献している。染色体は36本。Xenopus laevis は、疑似4倍体と言われている。このため、遺伝学的研究には向かないと考える研究者も多く、近年では2倍体のネッタイツメガエル Xenopus tropicalis がよく用いられるようになった。
Xenopus laevis は、国内の飼育・販売業者から、成体1匹100円程度の価格で、注文から数日で年中入手できるようになり、一層利用しやすくなっている。
アメリカ合衆国・イギリス・イタリア・インドネシア・チリ・フランス・日本・メキシコなどへ移入・定着している。一方で国外を含め確認された地域でも一時的に個体数が増加したもののその後に移入個体群が消失した例もあり、長期間定着が確認されている例は限られる。食性が幅広いため在来の魚類などの水生生物との競合や、在来のカエル類への寄生虫の伝搬などが懸念されている。日本では2005年現在は関東地方で1990 - 2000年代に千葉県佐原市（現:香取市）の利根川下流域・酒々井町・長柄町・神奈川県藤沢市で幼生も含めた報告例がある。同様に2006年現在は1990 - 2000年代に静岡県浜松市で幼生も含めた報告例がある。日本では2005年に外来生物法により、要注意外来生物に指定された。2015年に環境省の生態系被害防止外来種リストにおける総合対策外来種のうち、その他の対策外来種に指定されている（それに伴い要注意外来生物は廃止された）。本種は南アフリカ原産ながら耐寒性を持ち、凍結さえしなければ無加温越冬が可能である。このため日本でも和歌山県の一部で定着、養鯉場の稚魚等への食害が報告されている。静岡県でも定着が一時報告されたが、その後絶滅したと考えられている。

## 画像

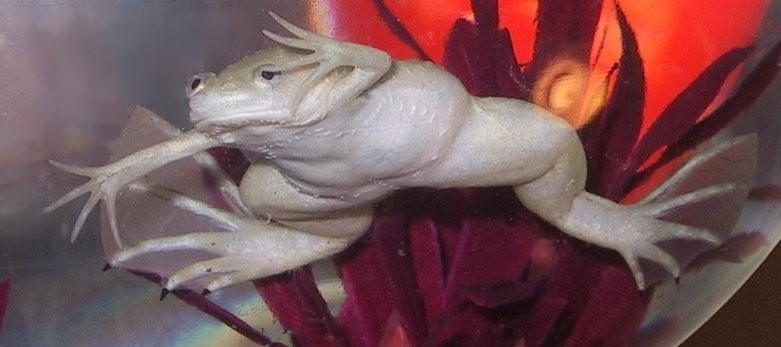
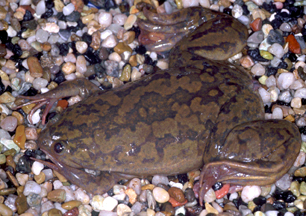
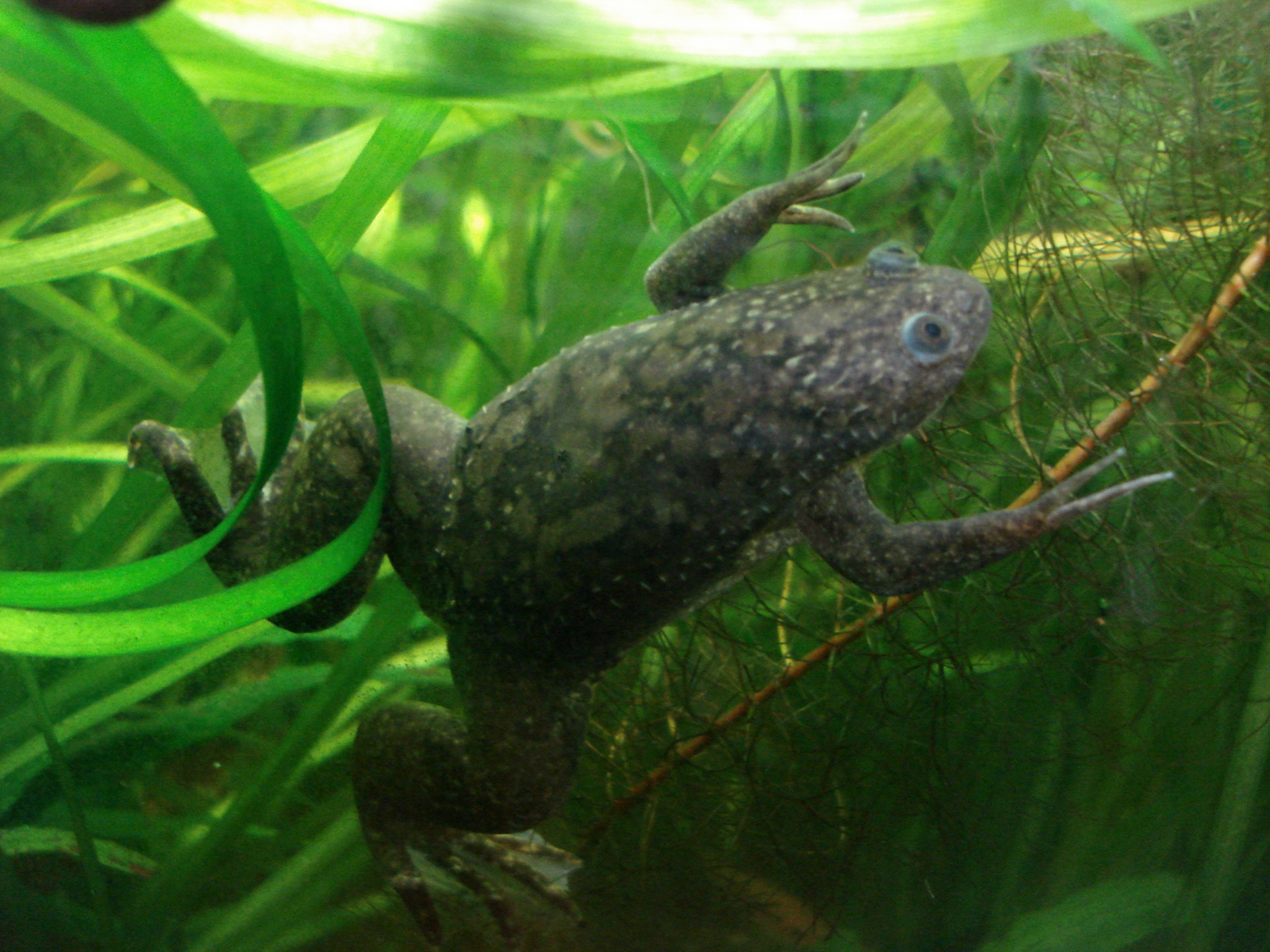
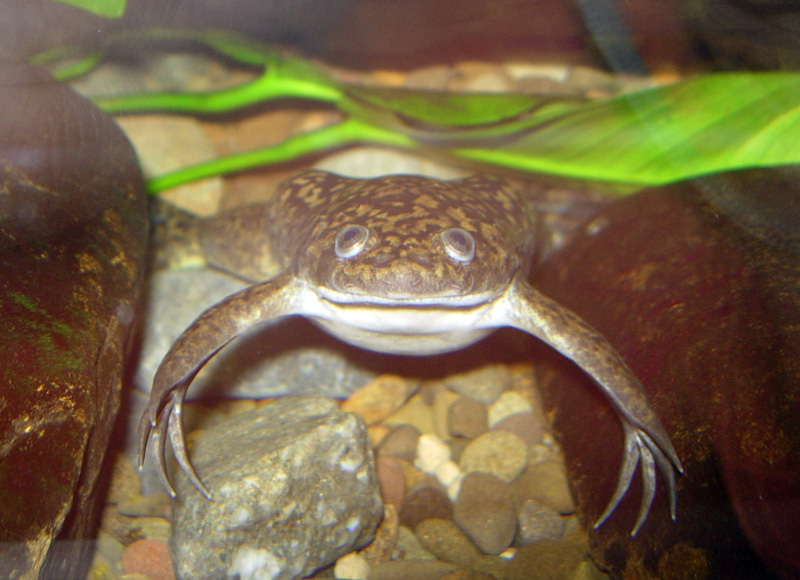